# Duncan Sheik

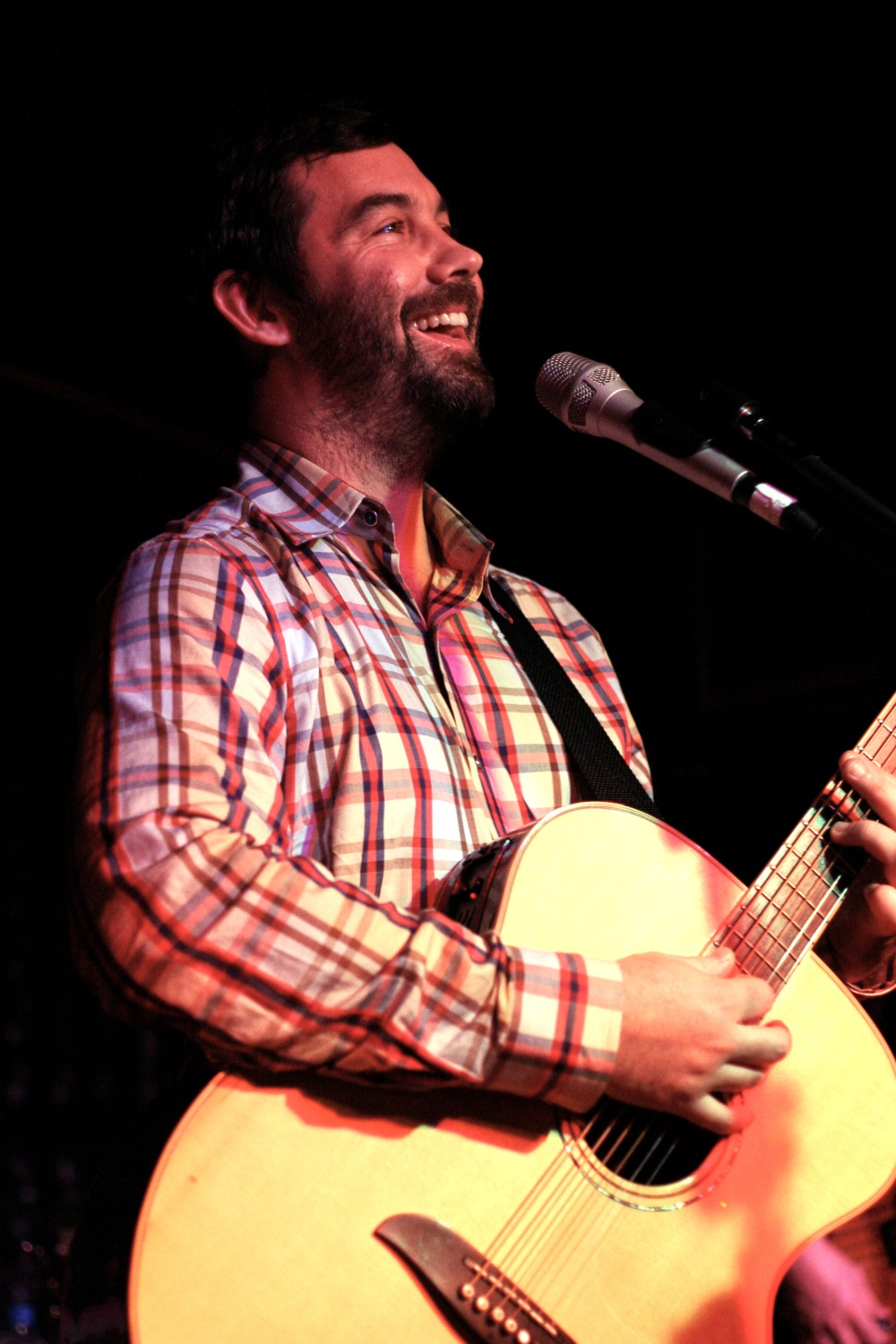
Duncan Sheik (2006)

Duncan Sheik (* 18. November 1969 in Montclair, New Jersey) ist ein US-amerikanischer Singer-Songwriter und Gitarrist.

## Leben und Karriere
Duncan Sheik erhielt als Kind Klavierunterricht von seiner Großmutter, einer Absolventin der Juilliard School of Music. Während seiner Highschool-Zeit spielte er in verschiedenen Bands Gitarre, während seines Studiums an der Brown University trat er mit Lisa Loeb auf. Er arbeitete dann als Studiomusiker und wirkte 1993 an einem Album der Gruppe His Boy Elroy mit.
1996 veröffentlichte Sheik sein Debütalbum. 1998 wurde er für den Grammy für die Best Male Pop Vocal Performance nominiert (den Elton John für Candle In The Wind erhielt). 2000 komponierte er Phantom Moon nach Gedichten von Steven Sater. 2003 schrieb er mit Sater das Musical Spring Awakening. Dafür erhielt er 2007 zwei Tony Awards (Beste Originalmusik und Beste Orchestrierung) und 2008 auch einen Grammy Award. Daneben komponierte er mehrere Filmmusiken.

## Diskografie

### Studioalben
| Jahr | Titel         | Höchstplatzierung, Gesamtwochen, AuszeichnungChartsChartplatzierungen (Jahr, Titel, Platzierungen, Wochen, Auszeichnungen, Anmerkungen) | Anmerkungen                           |
| Jahr | Titel         | US | Anmerkungen                           |
| ---- | ------------- | --- | ------------------------------------- |
| 1996 | Duncan Sheik  | US83 Gold · (36 Wo.)US | Erstveröffentlichung: 4. Juni 1996    |
| 1998 | Humming       | US163 (2 Wo.)US | Erstveröffentlichung: 6. Oktober 1998 |
| 2002 | Daylight      | US110 (4 Wo.)US | Erstveröffentlichung: 22. August 2002 |
| 2009 | Whisper House | US181 (1 Wo.)US | Erstveröffentlichung: 27. Januar 2009 |

Weitere Veröffentlichungen
- 2001: Phantom Moon
- 2006: White Limousine
- 2011: Covers 80's
- 2015: Legerdemain
- 2022:  Claptrap

### Singles
| Jahr | Titel Album                   | Höchstplatzierung, Gesamtwochen, AuszeichnungChartsChartplatzierungen (Jahr, Titel, Album, Platzierungen, Wochen, Auszeichnungen, Anmerkungen) | Anmerkungen                             |
| Jahr | Titel Album                   | US | Anmerkungen                             |
| ---- | ----------------------------- | --- | --------------------------------------- |
| 1996 | Barely Breathing Duncan Sheik | US16 (55 Wo.)US | Erstveröffentlichung: 12. November 1996 |